# Даггубати Раманайду
Даггубати Раманайду (англ. Daggubati Ramanaidu, телугу దగ్గుబాటి రామానాయుడు; 6 июня 1936 — 18 февраля 2015) — индийский кинопродюсер, производивший фильмы на языке телугу. Был внесён в книгу рекордов Гиннесса как продюсер наибольшего числа фильмов, поставив 150 картин на 13 языках.
Был награждён третьей по величине гражданской наградой Индии — Падма Бхушан и наивысшей кинематографической наградой Премией имени Дадасахеба Фальке. Его фильмы выиграли Национальную кинопремию и по две Filmfare Awards South, Nandi Awards и государственную кинопремию Тамил-Наду.

## Биография
Д. Раманайду родился 6 июня 1936 года в деревне Карамчеду (ныне округ Пракасам штата Андхра-Прадеш) Мадрасского президентства Британской Индии в крестьянской семье. Его родителей звали Д. Венкатешварлу и Лакшмидевамма. Раманайду получил начальное образование в деревенской школе, а затем поступил в колледж в Мадрасе, но оставил его, не окончив обучение. После этого он вернулся в деревню, где был занят на мельнице и в транспортном бизнесе.
Когда рядом с деревней появилась продюсерская компания Shambu Films, Раманайду уговорил своего отца инвестировать в неё деньги. Он также сам принял участие в съемках, появившись в небольшой роли в фильме Nammina Bantu 1959 года. В 1962 году Раманайду переехал в Мадрас, где вместе с родственниками занимался производством кирпичей. Затем он вернулся к кинопроизводству, поставив фильм Anuragam (1963), который однако не имел успеха. Но уже в следующем году Раманайду основал собственную продюсерскую компанию Suresh Productions, назвав её в честь старшего сына, и снял комедию Ramudu Bheemudu (которая затем была переделана на хинди как «Рам и Шиам») с НТР в главной роли.
Затем он выпустил в качестве продюсера такие фильмы как Pratigna Palana, Sri Krishna Tulabharam, Sthree Janma, Papa Kosam, Bommalu Cheppina Katha, Sepoy Chinnaiah, Drohi и Prema Nagar. Последний стал блокбастером, и Раманайду переснял его на тамильском как Vasantha Maligai и хинди как Prem Nagar. Это принесло ему известность по всей Индии. Всего Раманайду выпустил фильмы на 13 языках, среде них Asukh (1999) на бенгальском, Dharma Devtha на ория, Maina Mor Duniya на ассамском, Maduve Agona Baa и Thavarumane Udugore на каннада, Ashwaroodhan на малаялам, Mazi Aai на маратхи и Shiva на бходжпури.
Актёрская карьера Раманайду закончилась сразу после первого фильма, однако он участвовал в дубляже тамильских и хинди фильмов, а также появлялся на экране в качестве камео. Он также представил зрителям 20 режиссёров, 11 ведущих актрис и бесчисленное множество характерных актёров.

### Семья
В 1958 году Раманайду женился на Раджешвари. У пары было трое детей: продюсер Д. Суреш Бабу, актёр Венкатеш и Лакшми — бывшая жена актёра Нагарджуны. Двое внуков Раманайду, Нага Чайтанья и Рана Даггубати, также снимаются в кино.

## Награды
- 2013 — Падма Бхушан[5][6]
- 2010 — Премия имени Дадасахеба Фальке[7]
- 2006 — Премия имени Рагхупати Венкайя[8]
- 2001 — Filmfare Awards South за пожизненные достижения[9]
- 2000 — Национальная кинопремия за лучший фильм на бенгальском языке — Asukh[10]